# Darren Ward
Darren Ward (Worksop, 11 maggio 1974) è un ex calciatore gallese, di ruolo portiere.
Nel maggio del 2009 ha annunciato il suo ritiro dall'attività agonistica.